# Guerra de Gascuña (1266)
En la historiografía navarra, se conoce como guerra de Gascuña a una serie de enfrentamientos entre las tropas altonavarras de los reyes navarros miembros de la Casa de Champaña y las tropas anglo-gasconas de la región de Gascuña bajo el gobierno del Reino de Inglaterra en esa época.

## Contexto histórico
Las zonas afectadas por este conflicto «integraban el espacio de Gascuña situado entre las estribaciones pirenaicas y el curso del Garona formando una franja de tierra estratégicamente situada.» Este territorio, «por su condición de "bisagra" entre ambas vertientes del Pirineo y por su vecindad con territorios dominados por entidades importantes» (condado de Toulouse, vizcondado de Bearne, señoríos de la Corona francesa o las tierras de Ultrapuertos, posesiones del reino de Navarra) le conferían una relevancia estratégica que motivaba el interés por su dominio y control.
Inglaterra acababa de vivir una guerra civil que en 1263 había acabado con la derrota de los partidarios de Simón de Monfort habiendo dejado el poder real muy debilitado al tiempo que se había descuidado el gobierno del ducado de Gascuña.
En 1251 había fallecido la condesa de Bigorra, Petronila, que, a pesar de sus cinco matrimonios, sólo dejó descendencia femenina.
En 1266, la muerte del conde de Leicester, Simón de Montfort, que a su vez era señor de Bigorra por su título de Senescal de Gascuña, desencadenó en el interés tanto del rey de Francia, el vizconde de Bearn y el rey de Navarra, Teobaldo II, (que a su vez era conde palatino de Francia) en hacerse con el dominio de esas tierras tomando la plaza de Lourdes.
Finalmente, tras una serie de hostilidades locales, el condado pasaría a manos del rey de Navarra, Teobaldo II, dado que los ingleses, enfrentados en una cruenta guerra civil, no movilizaron tropas para defender las tierras que habían sido adquiridas por el conde de Montfort.

## Descripción
Con la muerte en 1251 de Petronila de Comminges (o Petronila de Bigorra), varias casas muestran interés en el condado de Bigorra debido a los sucesivos matrimonios de Petronila. El primero de ellos habiendo sido con el vizconde de Bearne. Inicialmente el condado lo hereda su hija Alix de Montfort (hija de Guy de Montfort, tercer marido de Petronila e hijo de Simón de Montfort).
Hasta 1255 ostentaría el título del condado junto a su segundo marido, Raoul de Courtenay (su primer marido, Jourdain de Chabanais había fallecido, dejando un hijo varón del matrimonio, Esquivat). Durante esos 4 años, Alix se encontraría con que su madre había confiado el gobierno del mismo a su cuñado, Simón de Montfort. El conde de Leicester había entendido la confianza del gobierno del condado como una donación del mismo y había sumado Bigorra a su heredad familiar.
Por tanto, Alix pidió ayuda a su hermana Marta de Mathe, casada con Gastón VII, vizconde de Bearne, quien movilizó sus tropas para echar a Simon de Montfort, que se retiró cuando el rey Enrique III le convocó a la corte.
En 1255, el hijo de Alix, Esquivat de Chabanais sucedió a su madre. Poco después, en 1258 intentó recuperar las tierras que su tía Marta de Mathe se había quedado en Bigorra como compensación por la ayuda prestada a su hermana. Ante esto, el vizconde de Bearne decidió invadir Bigorra, por lo que Esquivat debió solicitar la asistencia del príncipe Eduardo I y el conde de Foix, Roger IV. Finalmente debió ceder el gobierno del condado nuevamente a Simon de Montfort como compensación por la ayuda prestada.

### El enfrentamiento de 1266
Con la muerte del conde de Leicester, Simón de Montfort en la batalla de Evesham (en el contexto de la guerra civil inglesa conocida como segunda guerra de los barones) el verano anterior. Esquivat vio la oportunidad de recuperar sus tierras. Así, con la asistencia de Gastón, el vizconde de Bearne y de Teobaldo I, rey de Navarra, consiguió recuperar el mando del condado, el cual pasó nuevamente a la esfera de las casas francesas.
Debido al conflicto interno de Inglaterra y a la escasa presencia de tropas inglesas en la zona, se dio un enfrentamiento de baja intensidad que acabó rápidamente con la victoria de Esquivat.